# Чунан (станция метро, Ансан)
«Чунан» (кор. 중앙역) — эстакадная станция Сеульского метро на ветке Ансан Четвёртой линии; это одна из восьми станций на территории Ансана (все на одной линии). Также известна как Сеульский университет искусств. Она представлена двумя боковыми платформами. Станция обслуживается корпорацией железных дорог Кореи (Korail). Расположена в квартале Коджан-дон (адресː 167-378 Gojan-dong, 918 Jungangdaero) района Танвонгу в городе Ансан (провинция Кёнгидо, Республика Корея). На станции установлены платформенные раздвижные двери.
Пассажиропоток — 16 802 чел/день (на 2013 год).
Станция была открыта на участке Кымджон—Чунан 25 октября 1988 года.
Это одна из 14 станций ветки Ансан (Ansan Line) Четвёртой линии, которая включает такие станцииː Кымджон (443), Санбон, Сурисан, Дэями, Банвол, Саннокку, Университет Ханян в Ансане, Чунан, Коджан, Чходжи, Ансан, Синилончхон, Чонван, Оидо (456). Длина линии — 26 км.